# Argumentum ad Ignorantiam
 Argumentum ad Ignorantiam (аргумент на підставі незнання, невігластва) — хиба відповідності, в якій робиться висновок, що деяке твердження правильне, бо ніхто не довів, що воно хибне, або, навпаки, що твердження хибне, бо ніхто не довів його істинності. Це є очевидно помилковим, бо наше незнання/невігластво не може бути єдиною підставою для ухвали про істинність чи хибність твердження. Прикладом є твердження, що привиди існують, бо ніхто ще не довів, що їх немає. Ця хиба часто постає у зв'язку з питанням існування паранормальних явищ, конспірологічних теорій, чи навіть політики, де часто неможливо чітко встановити причину чи навіть сам факт появи певного явища/події. Часто це наводять як коректний аргумент на користь теорій що не відповідають критерієві демаркації для наукових теорій, та які очевидно не можуть бути запереченими в принципі. 
Слід зауважити, що хоча argumentum ad ignorantiam помилковий для дедуктивної логіки, він може бути допустимим доказом в суді, де принцип презумпції невинуватості є прикладом його застосування: поки не доведено супротивного, особа вважається невинною. Інший приклад коректного використання цього принципу в суді - це випадок, коли приймається, що кваліфіковане розслідування, проведене із дотриманням необхідних процедурних норм, повинно встановити, чи відбулася певна подія, і те, що таке розслідування виявилося не в змозі встановити факт події, вважається достатнім доказом відсутності події.